# ABHD17C
ABHD17C (англ. Abhydrolase domain containing 17C) – білок, який кодується однойменним геном, розташованим у людей на 15-й хромосомі. Довжина поліпептидного ланцюга білка становить 329 амінокислот, а молекулярна маса — 35 831.
| 10         |  | 20         |  | 30         |  | 40         |  | 50         |
| ---------- |  | ---------- |  | ---------- |  | ---------- |  | ---------- |
| MPEPGPRMNG |  | FSLGELCWLF |  | CCPPCPSRIA |  | AKLAFLPPEP |  | TYTVLAPEQR |
| GAGASAPAPA |  | QATAAAAAAQ |  | PAPQQPEEGA |  | GAGPGACSLH |  | LSERADWQYS |
| QRELDAVEVF |  | FSRTARDNRL |  | GCMFVRCAPS |  | SRYTLLFSHG |  | NAVDLGQMCS |
| FYIGLGSRIN |  | CNIFSYDYSG |  | YGVSSGKPSE |  | KNLYADIDAA |  | WQALRTRYGV |
| SPENIILYGQ |  | SIGTVPTVDL |  | ASRYECAAVI |  | LHSPLMSGLR |  | VAFPDTRKTY |
| CFDAFPSIDK |  | ISKVTSPVLV |  | IHGTEDEVID |  | FSHGLAMYER |  | CPRAVEPLWV |
| EGAGHNDIEL |  | YAQYLERLKQ |  | FISHELPNS  |  |            |  |            |

A: Аланін

C: Цистеїн

D: Аспарагінова кислота

E: Глутамінова кислота

F: Фенілаланін

G: Гліцин

H: Гістидин

I: Ізолейцин

K: Лізин

L: Лейцин

M: Метіонін

N: Аспарагін

P: Пролін

Q: Глутамін

R: Аргінін

S: Серин

T: Треонін

V: Валін

W: Триптофан

Кодований геном білок за функцією належить до гідролаз. 
Задіяний у такому біологічному процесі, як альтернативний сплайсинг. 